# いとしいひとへ〜Merry Christmas〜
「いとしいひとへ〜Merry Christmas〜」（いとしいひとへ メリークリスマス）は、大黒摩季の26枚目のシングル。

## 概要
コピーコントロールCDが採用されている。武部聡志プロデュースによるリリース。
カップリングの「愛すること」には米倉利紀がデュエットで参加している。なお、同日より、このCDに収録されているduet with 米倉利紀バージョンは、オリジナルから大黒のボーカルをカットしたものであり、逆にduet with 大黒摩季バージョンは米倉のボーカルをカットしたものである。また、この曲は、大黒のアルバムには収録されていないが、米倉のミニアルバム『smile again』には収録されている。

## 収録曲
全作詞・作曲：大黒摩季、全編曲：武部聡志
1. いとしいひとへ〜Merry Christmas〜
2. 君しかいないよ
3. 愛すること (ft. 米倉利紀)
4. いとしいひとへ〜Merry Christmas〜 (instrumental)
5. 君しかいないよ (instrumental)
6. 愛すること (duet with 米倉利紀)
7. 愛すること (duet with 大黒摩季)

## 収録アルバム
いとしいひとへ〜Merry Christmas〜
- Weep〜maki ohguro The Best Ballads Collection〜 (2006年3月15日)
- GOLDEN☆BEST 大黒摩季 (2010年12月8日)
- Greatest Hits 1991-2016 〜All Singles +〜（2016年11月23日）

君しかいないよ
※アルバム未収録
愛すること
※アルバム未収録